# Usina Hidrelétrica Itá
A Usina Hidrelétrica Itá ou UHE ITÁ está localizada no rio Uruguai, na divisa dos municípios de Itá, e Aratiba, aproveitando um desnível de 105 metros entre a foz do rio Apuaê e a foz do rio Uvá, no local conhecido como Volta do Uvá, tendo uma capacidade instalada de 1.450 MW. A região, de relevo marcadamente dobrado, com o vale do rio encaixado e de alta declividade, é resultado de uma seqüência de derrames basálticos de formação geológica da serra Geral.
A construção da UHE ITÁ (MAPA) foi concretizada através de uma parceria com a iniciativa privada vbolo
empregos diretos e 1500 indiretos, contribuindo para o desenvolvimento econômico da região. O desvio do rio foi efetuado através de cinco túneis, com aproximadamente 500m de comprimento cada. A liberação do leito do rio para construção da barragem (MAPA), foi feita por ensecadeiras de enrocamento e solo, com a principal de montante atingido cerca de 50m de altura, proporciando a necessária proteção contra cheias no período de obras. Definitivo do Rio Uruguai será constituído por uma barragem com face de concreto de 125 metros de altura e três diques auxiliares de 22 a 29 metros de altura.
O reservatório da UHE ITÁ inunda aproximadamente 103 km² de terras, em sua maioria caracterizadas por minifúndios com área média de 17 ha, abrangendo um total de onze municípios, sete em Santa Catarina: Itá, Arabutã, Concórdia, Alto Bela Vista, Ipira, Peritiba, Piratuba; e quatro no Rio Grande do Sul: Aratiba, Mariano Moro, Severiano de Almeida e Marcelino Ramos.
As estruturas de vertimento são compostas por dois vertedouros de superfície de ogiva baixa e controladas por comportas, com 49 940 m³/s de capacidade total. O vertedouro principal, com seis comportas (MAPA), está localizada na ombreira direita da barragem, enquanto o vertedouro auxiliar (MAPA), com quatro comportas, na margem esquerda sobre os túneis de desvio superiores.
As estruturas de geração, situadas na ombreira esquerda, são constituídas por uma tomada d’água formada por cinco blocos encaixadas na rocha, cujos vãos são controlados por cinco comportas de emergência; cinco túneis forçados de 8m de diâmetro, escavados em rochas, revestidos em concretos e parcialmente blindados; e uma casa de força do tipo abrigada, que aloja cinco unidades constituídas por geradores de eixo vertical, acionados por turbinas do tipo Francis, com potência nominal de 290 MW.

## História da UHE ITÁ
A história da Usina Hidrelétrica Itá, ou UHE Itá, remonta ao início da década de 1980 quando a Eletrosul - Centrais Elétricas do Sul do Brasil S.A. começou a realizar estudos sobre a exploração energética do rio Uruguai. Em 1983, a estatal obteve concessão de 30 anos para o primeiro aproveitamento do rio.
A subestação de Itá foi inaugurada no dia 19 de setembro de 1987, está localizada a aproximadamente 17 km da sede do Município de Itá, de propriedade da Eletrosul, é uma unidade interligadora em alta tensão 550 KV,construída inicialmente para reforçar o abastecimento do Rio Grande do Sul e para realizar a transferência da geração da Usina de Itá.
Em 1993 a Eletrosul reativou o projeto de construção da UHE ITÁ. Em julho de 1994, divulgou o edital de licitação para conclusão do empreendimento sob o regime de concessão.
Durante o segundo mandato do presidente FHC foi privatizada juntamente com todo o parque gerador da Eletrosul. O parque gerador era composto por 5 usinas termelétricas, 3 usinas hidrelétricas e duas usinas hidrelétricas em construção. A vendas das usinas foi realizada por U$800 milhões, pouco mais que o custo da usina de Itá.
O desvio das águas do rio Uruguai através dos túneis, ocorreu em setembro de 1997, e o enchimento do reservatório iníciou em 2000, depois de solucionadas as principais questões de natureza sócio–ambientais.
A construção da Usina submergiu o pouco conhecido Estreito Augusto Cesar, canion com 8.900 metros de extensão, onde o rio Uruguai, que chega a ter mais de um quilômetro de largura em alguns pontos, estreitava-se para poucos metros de largura e, em um certo ponto - com apenas 60 centímetros - permitia que se colocasse um pé em cada lado do rio, local preferido para fotos. Além disso, quando o rio baixava muito, aparecia o célebre "Passo da Formiga", quando era possível atravessar o rio por uma "ponte de pedra", sem precisar entrar na água.